# Omesso versamento di imposta sul valore aggiunto
L'omesso versamento di imposta sul valore aggiunto è un reato previsto dall'ordinamento italiano all'articoli 10 ter del decreto legislativo numero 74 del 2000. Assieme ai reati di indebita compensazione e omesso versamento di ritenute certificate costituisce uno dei reati che puniscono la condotta di omesso versamento di imposte. Attraverso l'introduzione di questa norme incriminatrice, il legislatore ha in parte abbandonato la tendenza a limitare la tutela penale al momento della presentazione della dichiarazione, estendendola anche ad alcune ipotesi di mancato versamento delle imposte.

## Disciplina
L'art. 10 ter, introdotto dal decreto legge n. 223 del 2006, a decorrere dal 4 luglio 2006 estende l'applicazione dell'art. 10 bis all'omesso versamento dell'imposta sul valore aggiunto dovuta in base alla dichiarazione annuale, entro il termine per il versamento dell'acconto per l'anno successivo (attualmente il 27 dicembre).
Si ritiene che il reato si consumi alla scadenza di tale termine, costituendo fino ad allora violazione amministrativa sanzionabile fino al 30% dell'importo non versato. Non costituisce altresì reato l'omesso versamento inferiore a 50.000 euro.
È discussa la punibilità penale (ai fini di questo reato) qualora sia presentata una dichiarazione infedele o fraudolenta o addirittura non sia presentata e venga accertato un debito d'imposta superiore a 50.000 euro (ovviamente non versati). La dottrina prevalente interpreta tale norma escludendo la punibilità, sia per coerenza con l'art. 10 bis che interpretando l'inciso “dovuta in base alla dichiarazione annuale”, nel senso che debba trattarsi di imposta dichiarata e non accertata dall'ufficio.